# Reading, New York
Reading är en kommun (town) i Schuyler County i delstaten New York. Vid 2020 års folkräkning hade Reading 1 720 invånare.